# ユキとヒデ
ユキとヒデは、日本の歌手、和製ボサノヴァ黎明期のデュオ。渡辺貞夫の楽曲で知られる。

## 概略
1966年、水木英二（日活ニューフェース）の芸名で俳優活動をしつつ、ソロ歌手として『東京ロマンチックガイ』（東芝レコード、1962年）でデビューした出門ヒデと、日劇のダンサー兼コーラス員としてデビュー後、平岡精二クインテット等のソロ歌手だった佐藤ユキが結成したボサノヴァ・デュオ。2人は生年月日がまったく同じという設定だった（実際にはヒデが3歳上）。佐藤ユキは2枚目のシングル「スノー・ドルフィン・サンバ」で、矢野育子（2代目ユキ）にメンバーチェンジした。1968年、解散。同年、ヒデは「ヒデとロザンナ」を結成した。
佐藤ユキは1967年、ユキとヒデと平行し、藤ユキとして活動し、ビクターからシングルをリリース。その後、アン真理子として再デビューを果たし、1969年「悲しみは駈け足でやってくる」がヒットする。歌手・女優のアン真理子としての活動と平行して、アン真理子および佐藤由紀の名で作詞家としても活動。ヒデとロザンナ、湯原昌幸、ビリー・バンバン等に楽曲を提供した。解散後も、佐藤と出門は、作詞家・作曲家コンビとして活動したことになる。

## メンバー
- ユキ 
  - （初代）佐藤ユキ。アン真理子の項を参照。
  - （2代目）矢野育子。三枝伸とデイ＆ナイツに参加したのち、ユキとヒデの2代目ユキとなる。その後、「捨てられた人形」（1971.5.25発売、キャニオン）でソロデビュー。

- ヒデ
  - 出門ヒデ。出門英の項を参照。

## ディスコグラフィ
- ソロ名義の作品については「アン真理子#ディスコグラフィ」「出門英#ディスコグラフィ」を参照。

### シングル
- すべて日本グラモフォンからリリース。

| # | 発売日          | 曲順 | タイトル                   | 作詞              | 作曲     | 編曲     | 規格品番 |
| - | --------------- | ---- | -------------------------- | ----------------- | -------- | -------- | -------- |
| 1 | 1967年 7月5日   | A面  | 白い波                     | 水木英二          | 渡辺貞夫 | 渡辺貞夫 | SDP-2006 |
| 1 | 1967年 7月5日   | B面  | 長い夜                     | 水木英二          | 渡辺貞夫 | 渡辺貞夫 | SDP-2006 |
| 2 | 1967年 10月15日 | A面  | スノー・ドルフィン・サンバ | 中村小太郎        | 渡辺貞夫 | 渡辺貞夫 | SDP-2015 |
| 2 | 1967年 10月15日 | B面  | 恋のスノー・ドルフィン     | 山室等 中村小太郎 | 渡辺貞夫 | 渡辺貞夫 | SDP-2015 |

### アルバム

#### オムニバス・アルバム
| 発売日        | タイトル                                              | レーベル     | 規格品番  | 備考              |
| ------------- | ----------------------------------------------------- | ------------ | --------- | ----------------- |
| 1996年9月9日  | ソフトロック・ドライヴィン*スノー・ドルフィン・サンバ | ポリドール   | POCH-1589 | シングル全4曲収録 |
| 2007年4月11日 | ソフトロック・ドライヴィン*スノー・ドルフィン・サンバ | ユニバーサル | UICZ-8022 | シングル全4曲収録 |

## 楽曲提供
※ユキとヒデ、2人による提供楽曲。
- ヒデとロザンナ
  - 笑ってごらん子供のように（作詞：佐藤由紀、作曲：出門英、編曲：田辺信一）

- 湯原昌幸
  - 今にわかるわ（作詞：佐藤由紀、作曲：加藤秀男、編曲：玉木宏樹）